# 56 Leonard Street
56 Leonard Street Localizada em Tribeca, Nova York Rio Hudson
56 Leonard Street é um arranha-céu de 250 metros de altura localizado em Manhattan, Nova York, Estados Unidos. Ele foi projetado pela empresa suíça Herzog & de Meuron e possui 57 andares. O edifício é descrito pelos arquitetos como "casas empilhadas no céu".